# Carmen Ferrero Torres
Carmen Ferrero Torres (Benavente, Zamora, 20 de enero de 1944) conocida como Carmina Ferrero, es una pedagoga española que creó un modelo educativo innovador para la educación infantil (de 0 a 4 años), en los años 80.

## Trayectoria
Ferrero se licenció en Ciencias de la educación y se especializó en educación infantil, convirtiéndose en profesora en 1970.
Gracias a su formación y a su trabajo, en 1985 había desarrollado un modelo educativo orientado a niños de entre 0 y 4 años (educación infantil), etapa de la educación que no se había tenido en cuenta hasta ese momento. Su propuesta educativa tuvo un carácter innovador e integral, al implicar al conjunto de la comunidad educativa con el territorio y el compromiso local, además de hacer propuestas claves para el ámbito rural.
Como presidenta de la Junta de Portavoces de Escuelas Infantiles Públicas, denunció en 2014 la privatización de escuelas infantiles en la Comunidad de Madrid.
Además de su dedicación en el ámbito de la educación infantil, estuvo comprometida con la defensa de la escuela laica y con la denuncia del concordato entre el Gobierno español y la Iglesia católica. Fue miembro del Movimiento de Renovación Pedagógica, y de la Escuela Abierta de Getafe. En 1970, dirigió la primera guardería municipal de Getafe que se convirtió en Escuela Infantil en 1979. Posteriormente, se le reconoció su aportación como asesora en materia de educación para la Salud, en el Ministerio de Educación.
Tuvo una amplia experiencia y participación política. Como cargos públicos, fue concejala de Educación y Primera Teniente de alcalde del Ayuntamiento de Getafe, entre 1979 y 1987. Fue militante del partido socialista desde 1977, miembro de la Ejecutiva Regional de la Federación Socialista Madrileña y Secretaria del Área de Formación en dicha ejecutiva. Fue diputada de la ii, iii y iv legislaturas de la Asamblea de Madrid.
En la actualidad es Secretaria de Educación no universitaria del PSOE de Madrid.